# استرانگولی
استرانگولی (به ایتالیایی: Strongoli) یک کومونه و شهرک در ایتالیا است که در استان کروتون واقع شده‌است. استرانگولی ۷۸ کیلومترمربع مساحت و ۵٬۵۲۵ نفر جمعیت دارد و ۱ متر بالاتر از سطح دریا واقع شده.